# Syra
För andra betydelser, se Syra (olika betydelser).
En syra (latin: acidum) definieras vanligtvis som ett ämne som genom dissociation kan avge protoner (vätejoner). Om en syra tillförs till vatten bildas en sur lösning, med pH under 7. Många ämnen har förmågan att i större eller mindre utsträckning kunna avge protoner. Man delar in syror i olika grupper dels beroende på hur många protoner de kan avge (en- respektive flerprotoniga syror) i en lösning (oftast iakttaget i vattenlösning), dels i hur hög grad dissociationen sker (svaga respektive starka syror). Till exempel citronsyra har inte så stor benägenhet att avge protoner och betecknas därför som en svag syra, medan saltsyra avger alla sina protoner och betecknas därför som en stark syra. Det finns även syror som kan betecknas som medelstarka syror; en sådan är fosforsyra.
Syrans styrka anges genom syrakonstanten, en form av jämviktskonstant. En svag eller medelstark syra kan tillsammans med en korresponderande bas bilda ett buffertsystem.

## Lewis- och Brønstedsyror
En mer generell teori, av betydelse framför allt inom organisk kemi, har formulerats av Gilbert Newton Lewis. Enligt denna är en syra en elektronparsacceptor och en bas en elektronparsdonator.
I Johannes Brønsteds teori anger protoner egentligen vätekärnor, det vill säga de protonerna kan åtföljas av en eller två neutroner, eftersom väteatomens kärna kan ha dessa olika uppbyggnader. Eftersom väteatomen ju endast har en elektron, kommer H+ att innebära en jon utan några som helst elektroner. Denna lilla partikel får då speciella egenskaper. Bland annat förekommer den under normala förhållanden endast momentant som enskild partikel, och tas upp mycket snabbt av någon bas i närheten. Så är till exempel i vattenlösning alla avgivna protoner bundna till vattenmolekyler som oxoniumjoner (även kallade hydroniumjoner):
{\displaystyle {\mbox{H}}_{2}{\mbox{O}}+{\mbox{H}}^{+}\rightarrow {\mbox{H}}_{3}{\mbox{O}}^{+}}
Dessa oxoniumjoner betecknas inom protolyskemin oftast (oegentligt) som vätejoner. Vanligen särskiljer man dock inte oxoniumjoner från vätejoner i till exempel kemiska jämviktsberäkningar. Samtliga betraktas då som vätejoner, H+ (detta är möjligt eftersom aktiviteten för H2O vanligen sätts till 1 enligt konvention).
I sur lösning överväger hydroniumjonerna ("vätejonerna") över hydroxidjonerna.

## En- och flerprotoniga syror
En enprotonig syra kan endast dissociera i ett steg. För den enprotoniga syran HA ser dess protolys ut så här:
{\displaystyle {\mbox{HA}}\rightleftharpoons {\mbox{H}}^{+}+{\mbox{A}}^{-}}
Till denna reaktion hör en syrakonstant; för definitionen av denna, se under jämviktskonstant. Exempel på enprotoniga syror är saltsyra, HCl, och salpetersyra, HNO3.
Tvåprotoniga syror dissocierar i två steg. För den tvåprotoniga syran H2A får vi:
{\displaystyle {\mbox{H}}_{2}{\mbox{A}}\rightleftharpoons {\mbox{H}}^{+}+{\mbox{HA}}^{-}}
{\displaystyle {\mbox{HA}}^{-}\rightleftharpoons {\mbox{H}}^{+}+{\mbox{A}}^{2-}}
Kolsyra, H2CO3, och svavelsyra, H2SO4, är två viktiga exempel. Det finns även treprotoniga syror som dissocierar i tre steg; fosforsyra, H3PO4, är en sådan. För flerprotoniga syror krävs flera syrakonstanter för att beskriva de jämvikter som råder.

## Svaga och starka syror
Svaga syror avger endast en liten del protoner, medan starka syror avger de flesta protoner. Detta kan man se eftersom en lösning av väteklorid (HCl) i vatten leder bättre ström än en lösning med ättiksyra (HAc) med samma koncentration. Det innebär att jonkoncentrationen i vätekloridlösningen är högre eftersom praktiskt taget alla vätekloridmolekyler har avgett sina protoner. Lösningen kallas för saltsyra och innehåller nästan enbart oxoniumjoner och kloridjoner. Det finns knappt några oprotolyserade HCl-molekyler kvar.
I ättiksyralösningen är det en mycket liten mängd av HAc-molekylerna som reagerat med vattenmolekylerna och bildar oxoniumjoner. Detta sker med alla svaga syror, som exempelvis citronsyra.
Om de flesta syramolekylerna avger sina protoner i en lösning med vatten, säger man att syran är stark, som exempelvis vätekloridlösningen. Väteklorid räknas som en mycket stark syra eftersom praktiskt taget alla protoner avges. Andra exempel på mycket starka syror är svavelsyra och salpetersyra. Det är H3O+-jonerna som gör att vattenlösningen får sura egenskaper, det vill säga lågt pH. Tillsätter man då BTB, får lösningen en gul färg.

## Typer av syror enligt kemisk struktur

### Organiska syror
Organiska syror är organiska föreningar som samtidigt är syror. De vanligaste, karboxylsyrorna, är svaga. Andra viktiga organiska syror är askorbinsyra eller vitamin C samt de något starkare sulfonsyrorna.

### Mineralsyror
Syror som inte är organiska kallas mineralsyror. De innehåller inget kol utan är baserade på andra grundämnen som svavel (t.ex. svavelsyra), kväve (t.ex. salpetersyra) eller fosfor (t.ex. fosforsyra).

### Vätehalider
Syror som består av en väteatom bunden direkt till en halogenatom kallas vätehalider. De har jämförelsevis låg kokpunkt och är alla färglösa gaser vid rumstemperatur. De förekommer vanligen lösta i vatten.